# الدوري الإكوادوري لكرة القدم 1999
الدوري الإكوادوري لكرة القدم 1999 (بالإسبانية: Campeonato Ecuatoriano de Fútbol 1999)‏ هو الموسم 41 من الدوري الإكوادوري لكرة القدم. أشرف على تنظيمه اتحاد الإكوادور لكرة القدم، وكان عدد الأندية المشاركة فيه 12، وفاز فيه ليجا دي كويتو.